# Brdo (Chřiby)
Brdo (587,4 m n. m.) je nejvyšším vrcholem Chřibů a zároveň celých Středomoravských Karpat. Nachází se 2,5 km jihovýchodně od Roštína, v katastrálním území této obce v okrese Kroměříž ve Zlínském kraji. Na vrcholu Brda stojí stejnojmenná kamenná rozhledna.

## Historie
Roku 1887 byly na jihovýchodním svahu Olomouckým musejním spolkem objeveny zbytky hradiska z konce doby bronzové a starší doby železné. Na vrcholu stávala až do sedmdesátých let 20. století dřevěná rozhledna. Dne 28. října 2004 zde byla otevřena nová kamenná rozhledna. Autorem projektu rozhledny je Svatopluk Sládeček. Jedná se o první kamennou rozhlednu postavenou na území Česka od třicátých let 20. století.